# 五山送り火

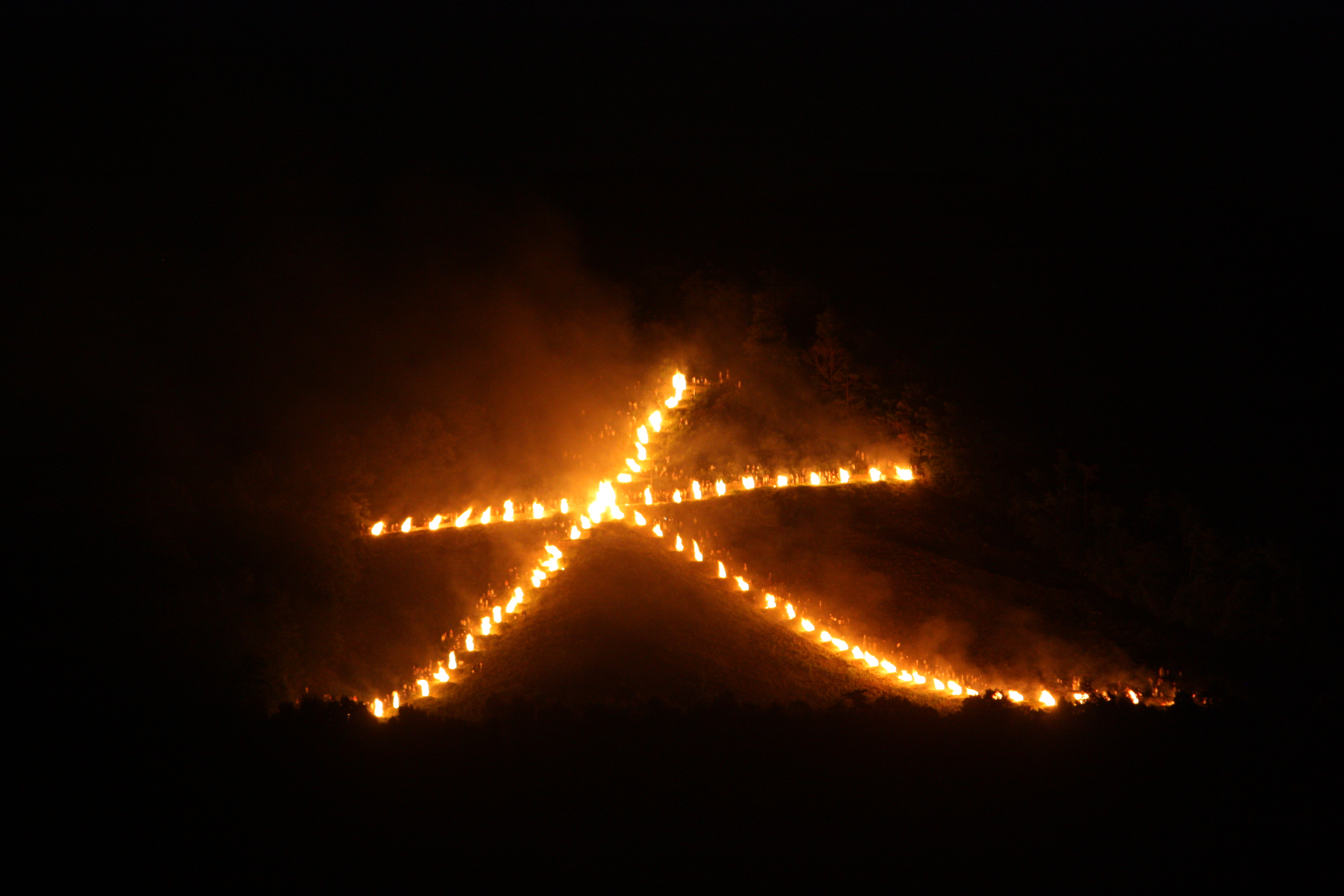
大文字（如意ヶ岳）

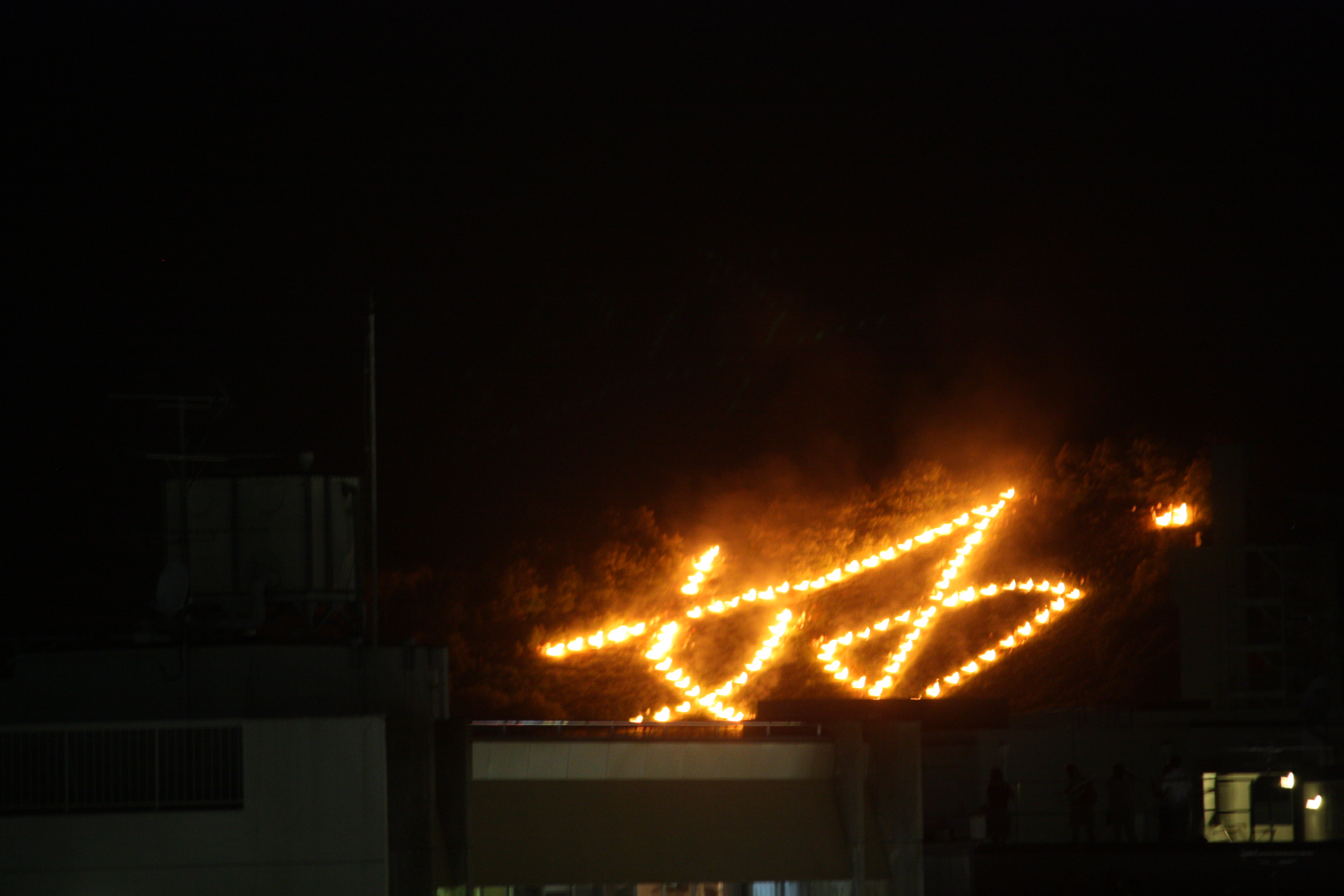
松ヶ崎妙法『妙』

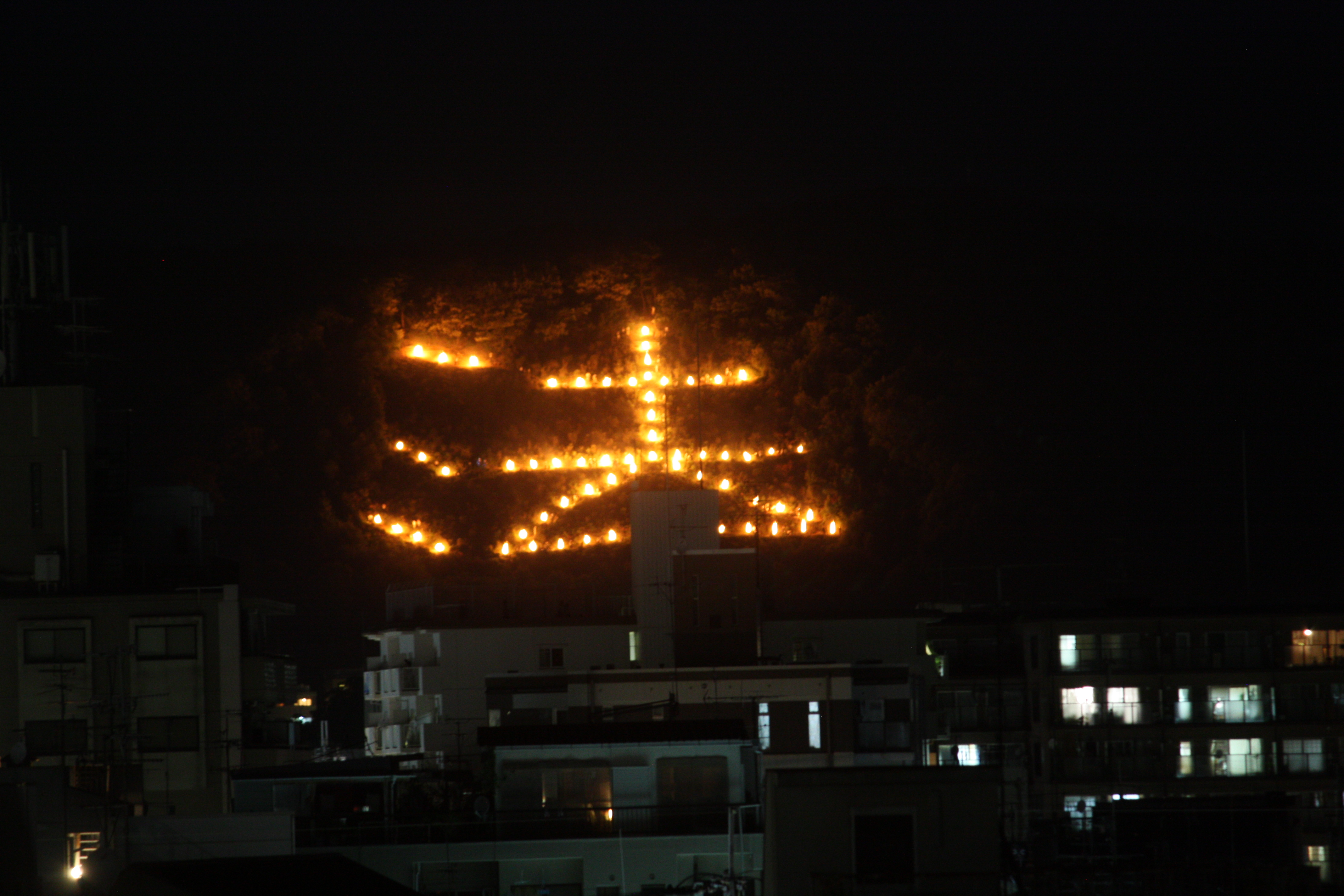
松ヶ崎妙法『法』

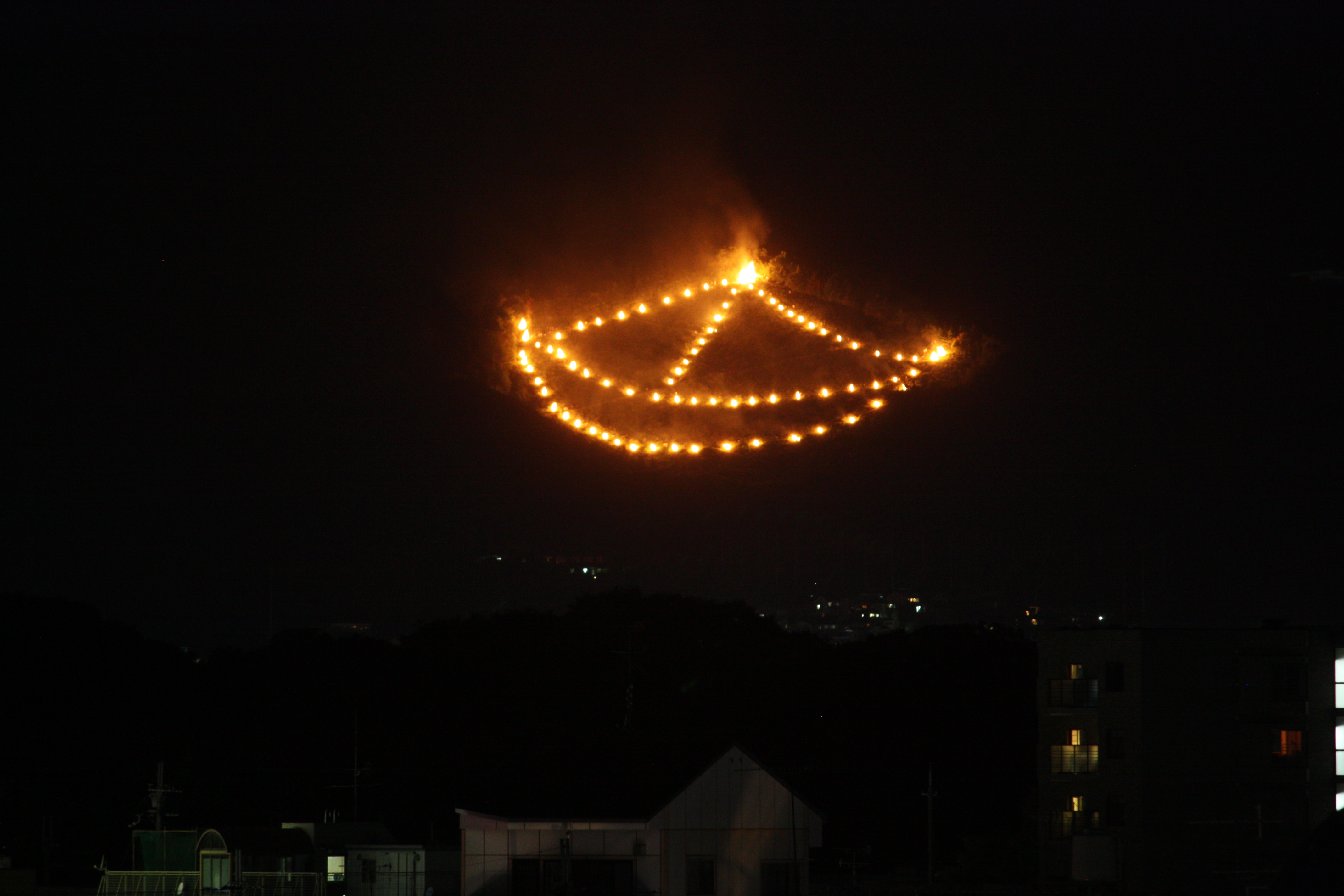
船形万灯籠

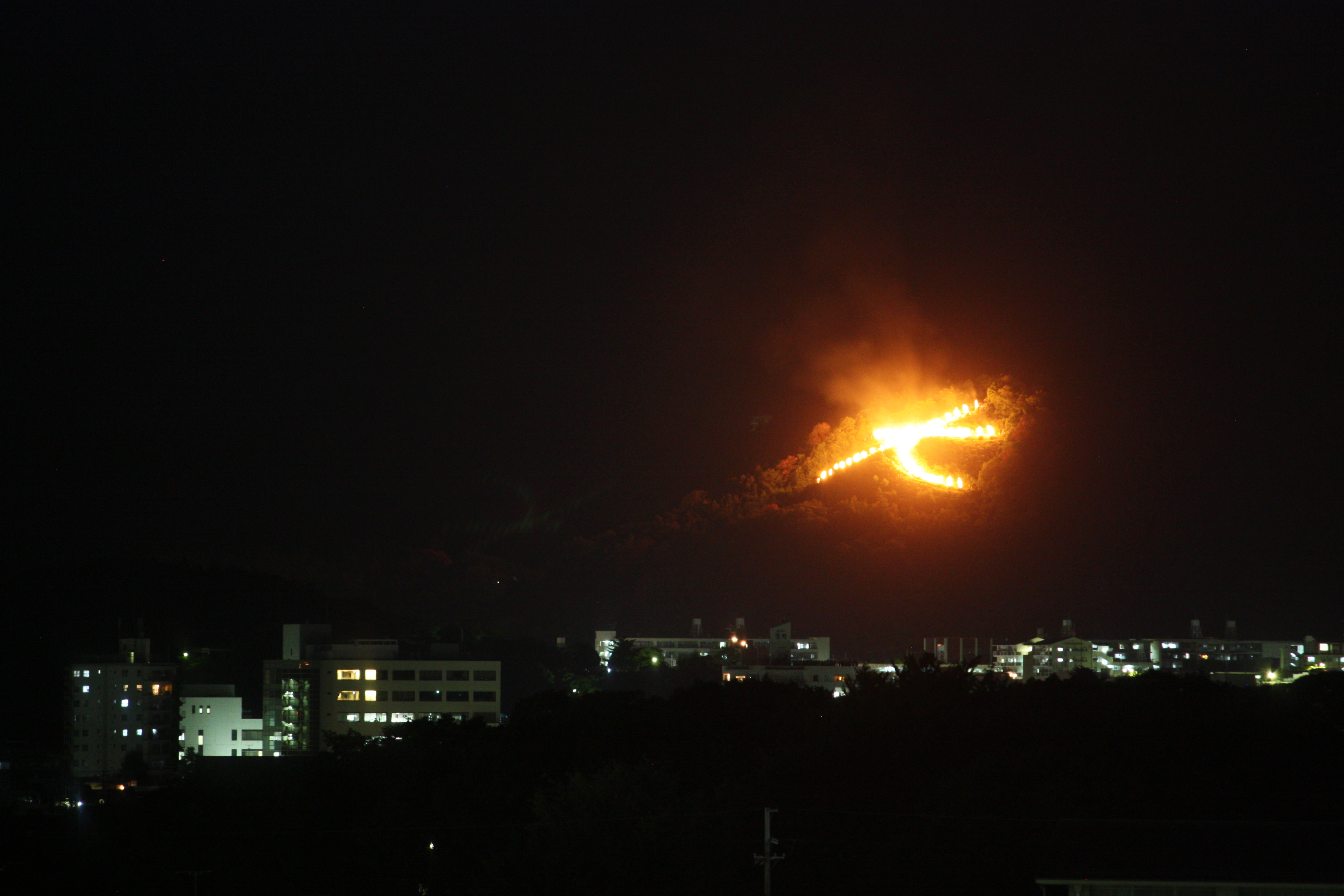
左大文字

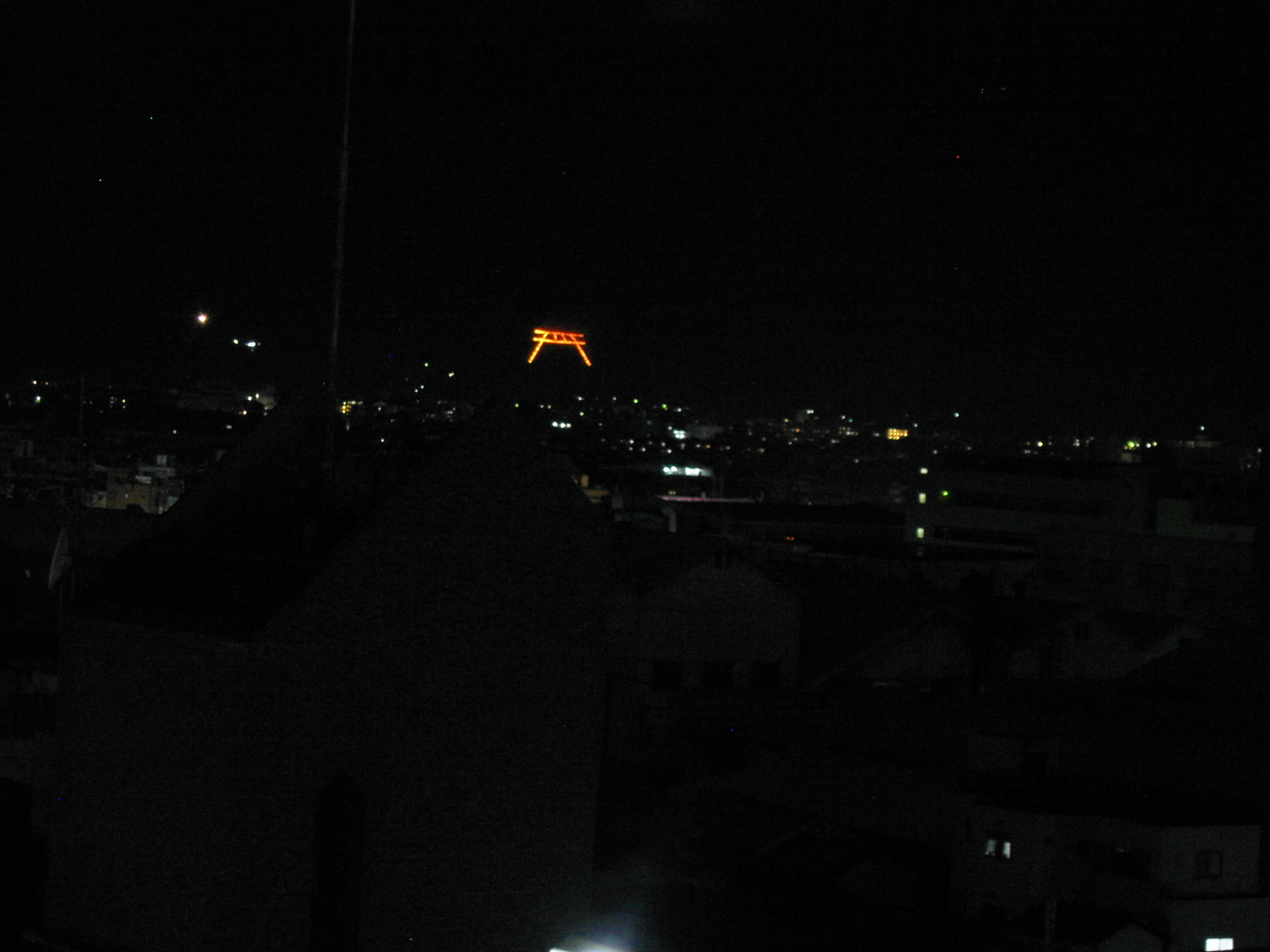
鳥居形松明

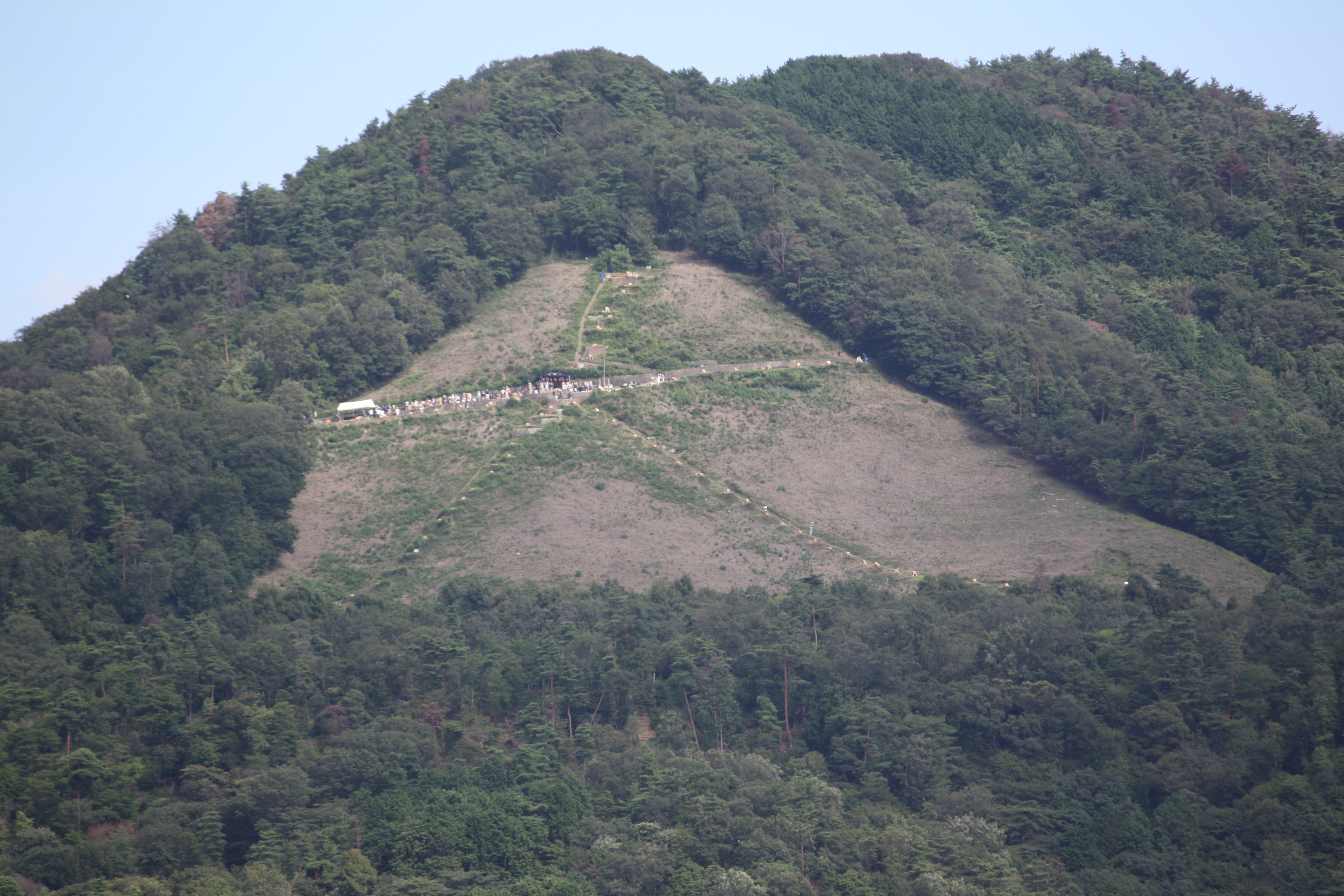
送り火当日の大文字山（2012年）

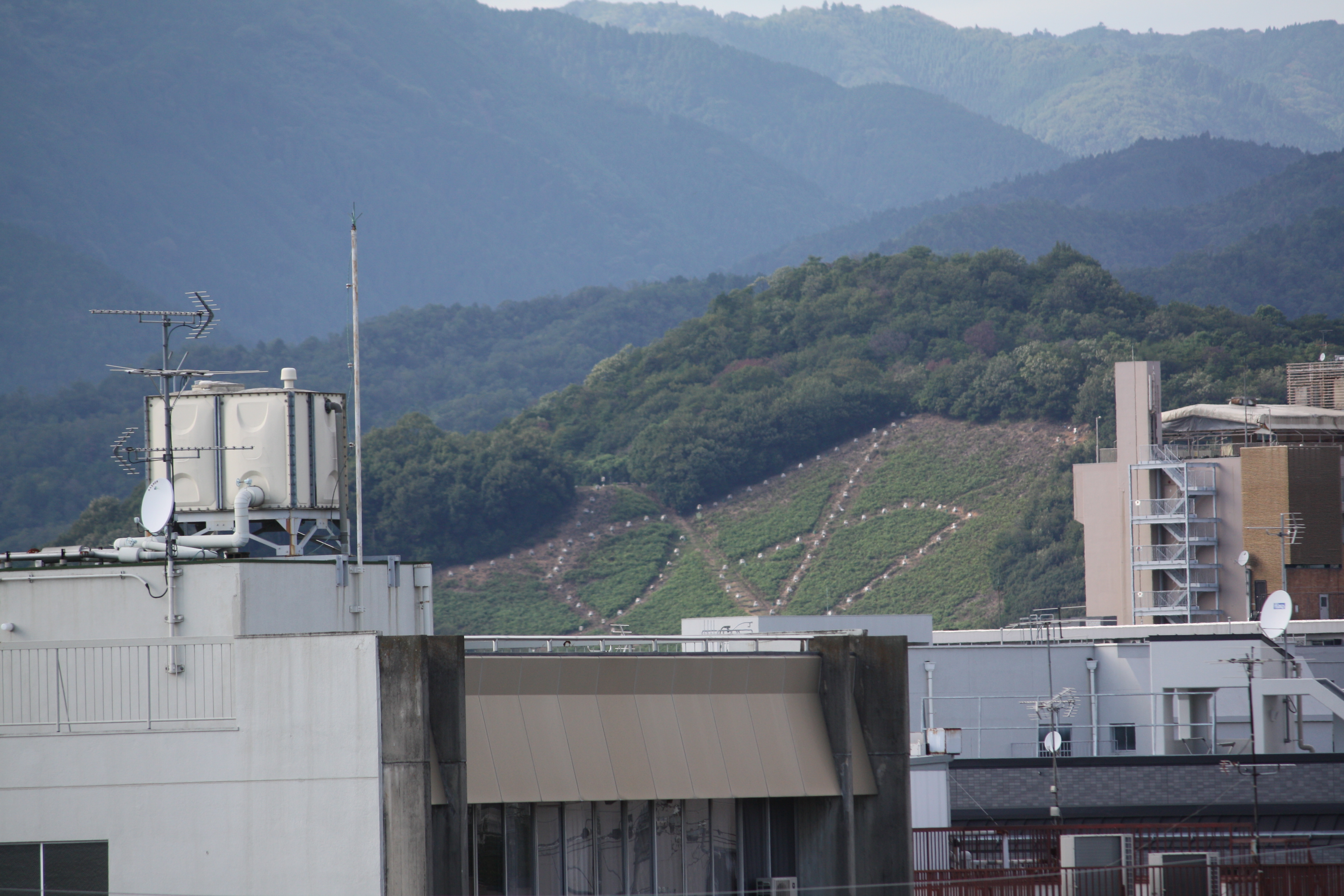
送り火当日の松ヶ崎妙法『妙』（2012年）

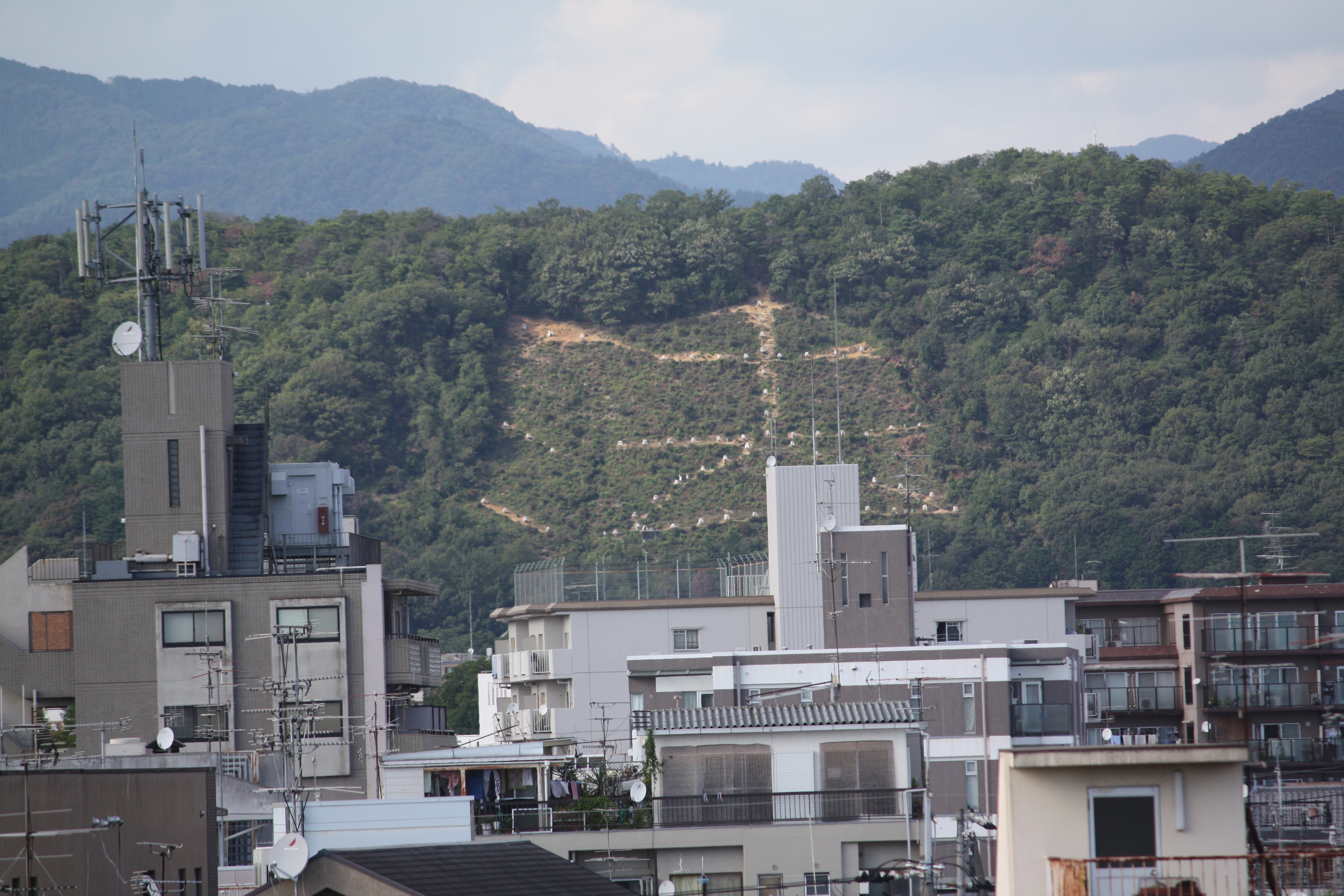
送り火当日の松ヶ崎妙法『法』（2012年）

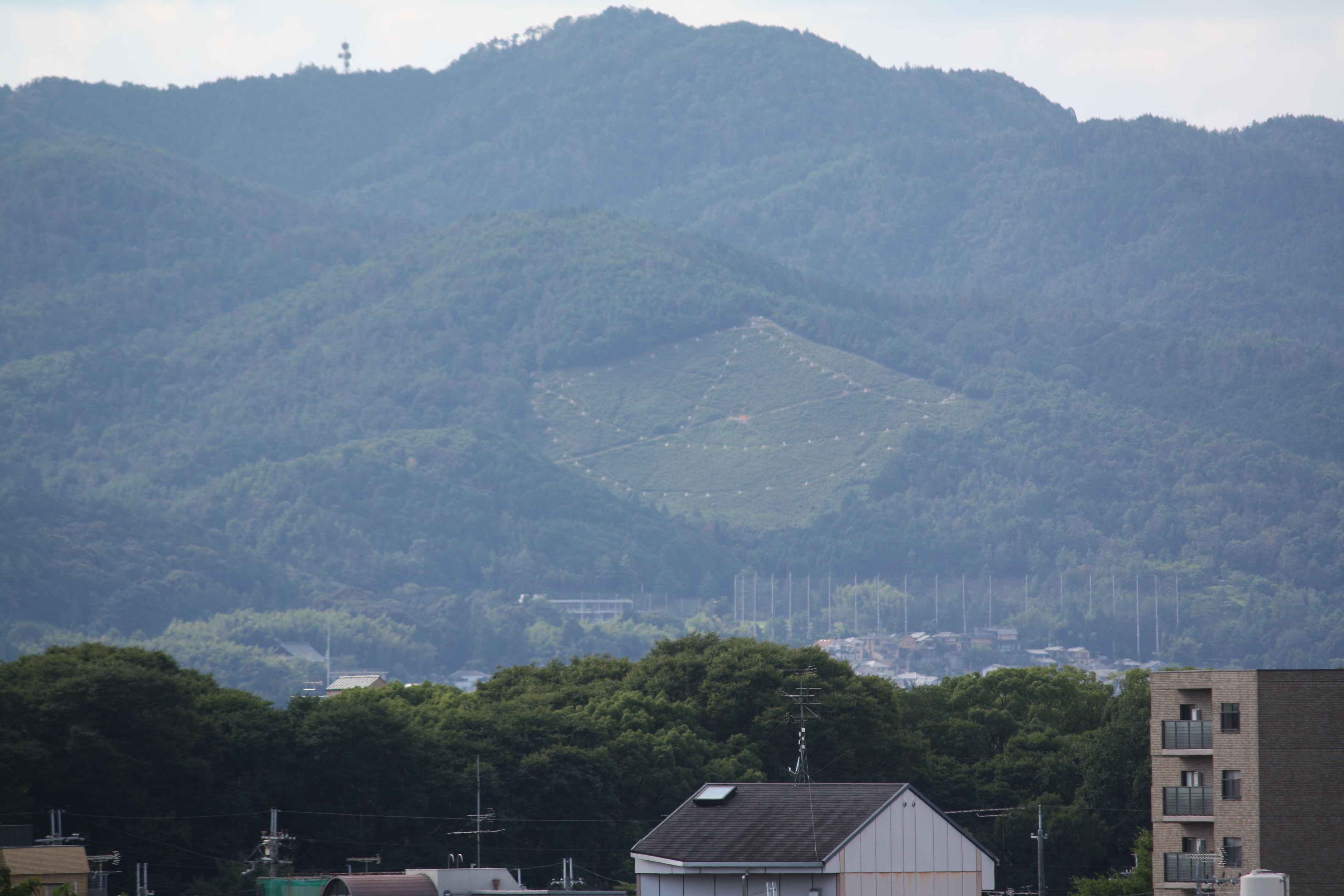
送り火当日の舟形万灯籠（2012年）

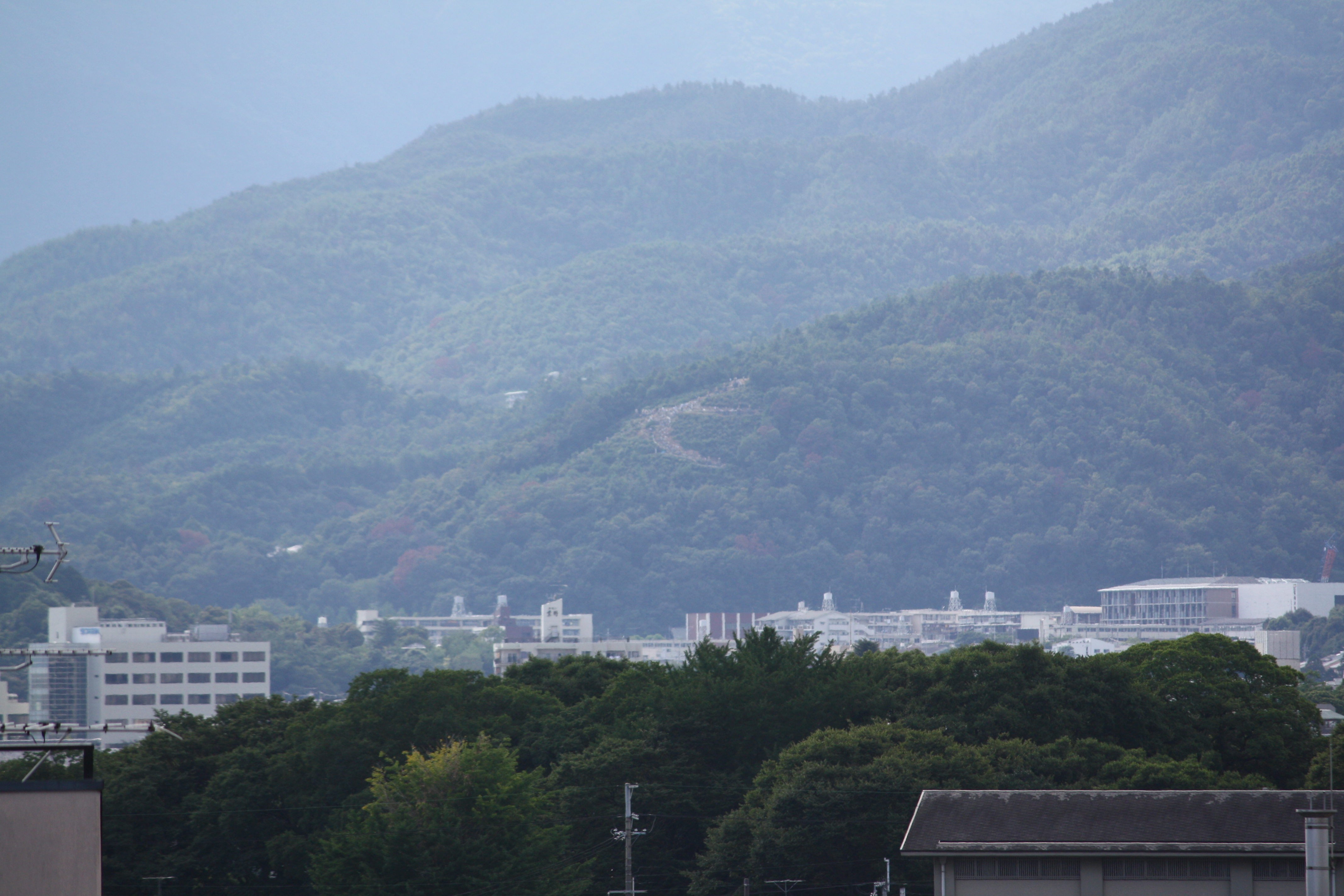
送り火当日の左大文字（2012年）

五山送り火（ござんのおくりび）(京都五山送り火とも言う）は、毎年8月16日に京都府京都市左京区にある如意ヶ嶽（大文字山）などで行われるかがり火。宗教・歴史的な背景から「大文字の送り火」と呼ばれることがある。

## 概要
京都の名物行事・伝統行事。葵祭・祇園祭・時代祭とともに京都四大行事の一つとされる。
毎年8月16日に
- 「大文字」（京都市左京区浄土寺・如意ヶ嶽(大文字山)。20時00分点火）
- 「松ケ崎妙法」（京都市左京区松ヶ崎・西山及び東山。20時05分点火）
- 「船形万灯籠」（京都市北区西賀茂・船山。20時10分点火）
- 「左大文字」（京都市北区大北山・大文字山。20時15分点火）
- 「鳥居形松明」（京都市右京区嵯峨鳥居本・曼荼羅山。20時20分点火）

以上の五山で炎が上がり、お精霊（しょらい）さんと呼ばれる死者の霊をあの世へ送り届けるとされる。
点火時間は1962年までまちまちだったが、1963年から観光業界からの要請により、大文字が20時ちょうどの点火となり、反時計回りに20時10分から松ヶ崎妙法、20時15分から船形万灯籠および左大文字、20時20分から鳥居形松明と固定化した。
2014年に51年ぶりに点火時間が変更され、松ケ崎妙法および船形万灯籠がそれぞれ5分点火時間が早まった。この変更により5山が5分おきに点火されていくことになる。
なお、近年では「大文字」が最初に点火されているが、1956年頃までは「大文字」は最後に点火されていた、とする文献がある。これは大文字が五山の中でも横綱格であるから、という理由からであるという。
また、日本の太陽暦移行後は20時よりの点火となっているが、それ以前のいわゆる旧暦の時代は、1時間程度早かった、と言う説が2014年、在野の歴史研究者である青木博彦により打ち出された。これは本居宣長 1756年 『在京日記』などの資料を分析した結果であるという。詳しくは、如意ヶ嶽#送り火を参照。

## 各山の解説
山名は鳥居形を除き国土地理院地形図の表記に従うが、他説も併記する。鳥居形の所在する山については、地形図に山名の記載がないため、京都市観光協会・大文字五山保存会連合会の挙げる呼称を併記する。また、如意ヶ嶽以外の四山（妙法・舟形・左大文字・鳥居形）は入山禁止である。

### 大文字

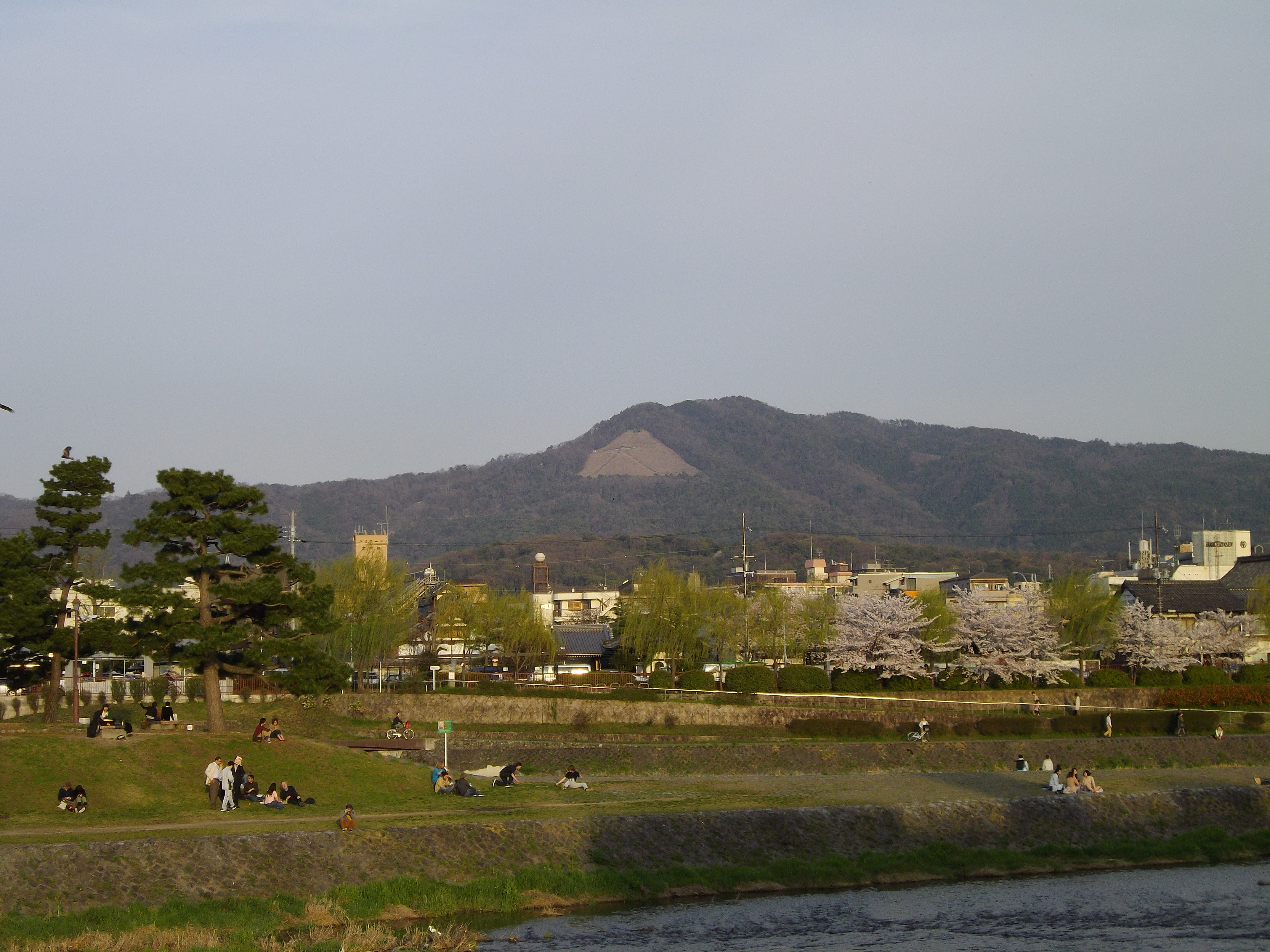
春の大文字山 (2012年)

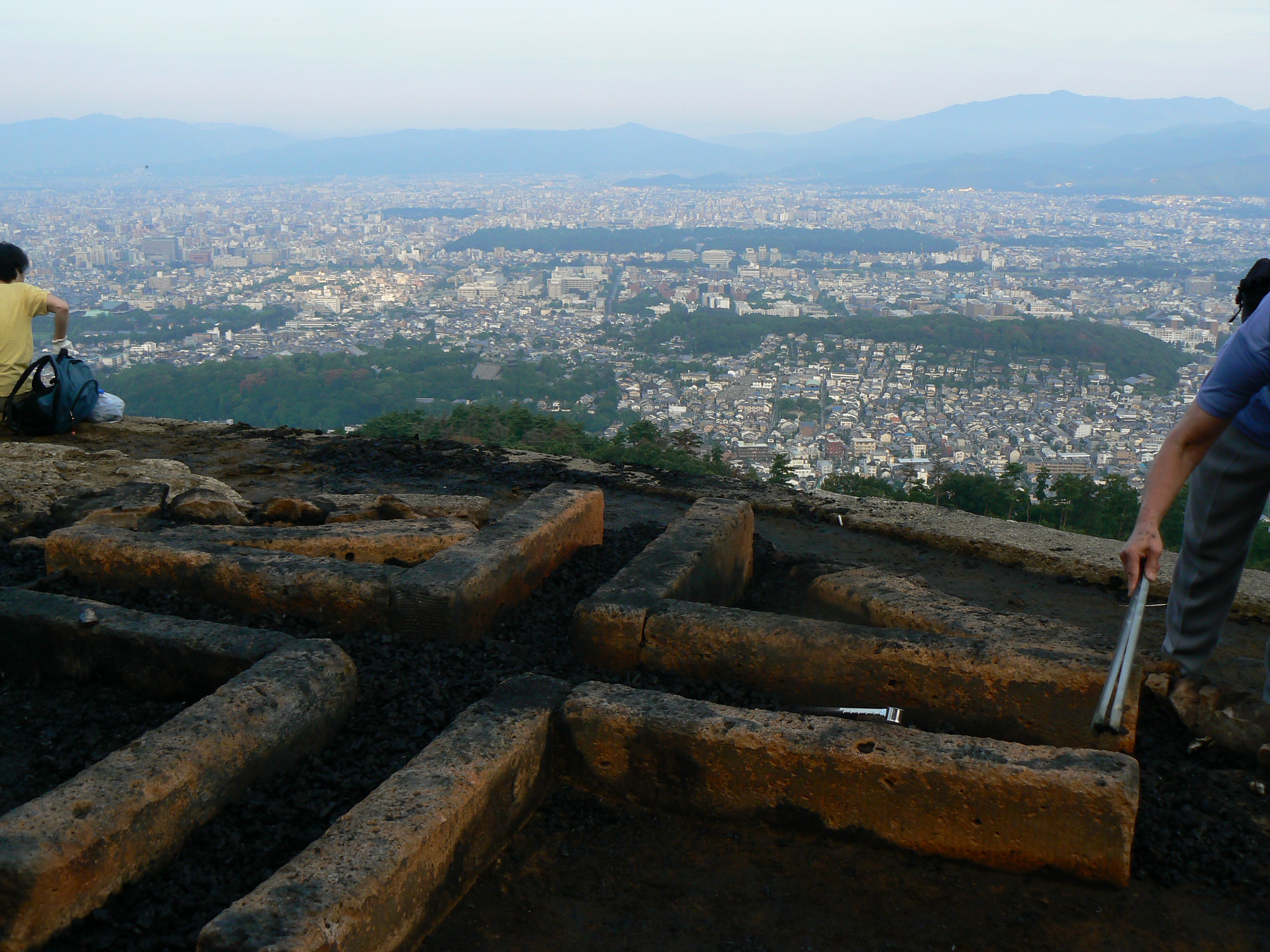
大文字の火床の中心部、金尾(カナオ)

- 所在地：京都市左京区浄土寺七廻り町（じょうどじ ななまわりちょう）
- 山名：大文字山（だいもんじやま）。如意ヶ岳、如意ヶ嶽とも呼ばれていた。
- 火床：75か所
- 大きさ：一画80m（45間・19床）、二画160m（88間・29床）、三画120m（68間・27床）
- 保存会：浄土院の（元）檀家による世襲。

もともとは一帯の山塊を「如意ヶ嶽」と呼んでいたが、現在は火床がある西側の前峰（465.4m）を「大文字山」と呼び、最高点である主峰（472m）を「如意ヶ嶽」と呼ぶ。特に「左大文字」と区別するときは「右大文字」・「右の大文字」ともいう。大の字の中央には大師堂と呼ばれる、弘法大師を祀った小さなお堂がある。
登り口は、送り火の時にも使われる銀閣寺の北側からのものが主ルート。
大文字山（如意ヶ嶽）の地元地域の人には、他山との違いと尊称の意味も含めて、古くから山そのものを「大文字さん」と呼ぶ人も多い。
火床は、古くは杭を立て松明を掲げたものであったが、1969年以降は細長い大谷石を二つ並べた火床の上に、井桁に薪を組むかたちとなっている。
第二次世界大戦（太平洋戦争）中である1943年（昭和18年）には、灯火管制的見地から送り火が中止されたが、代わりに早朝に白いシャツを着た市民（地元の京都市立第三錦林小学校の児童ら）が山に登り、人文字で「大」を描き、英霊にラジオ体操を奉納した。翌1944年（昭和19年）にも錦林小学校、第二 - 第四錦林小学校児童がやはり人文字を描いている。1945年（昭和20年）も送り火は行なわれず、終戦の翌年、1946年（昭和21年）に再開された。
また、日清戦争戦勝時には「祝平和」の文字が灯されたほか、日露戦争にちなんで点火されたこともある。

### 松ケ崎妙法

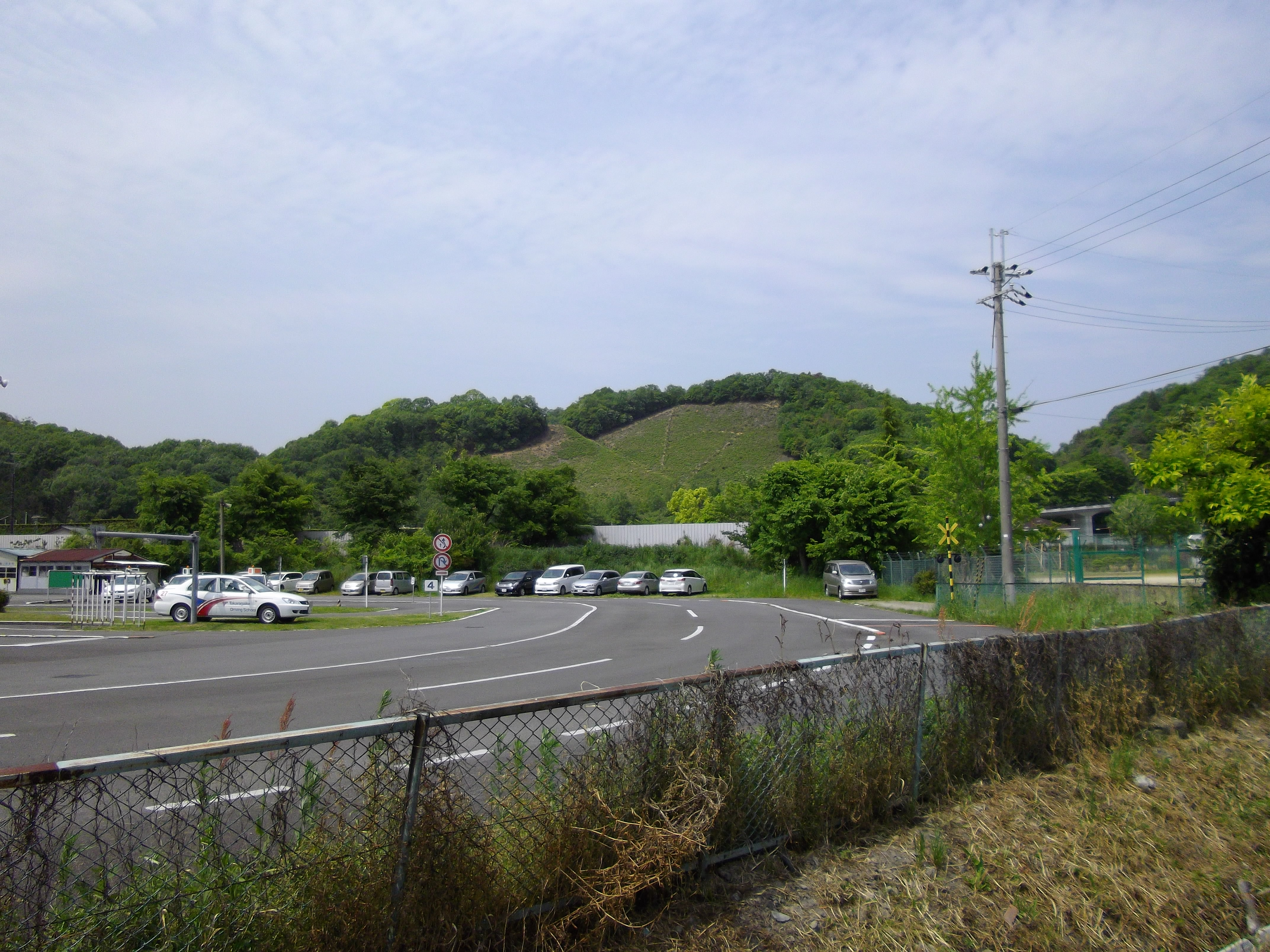
妙。2012年春、北山通付近より。

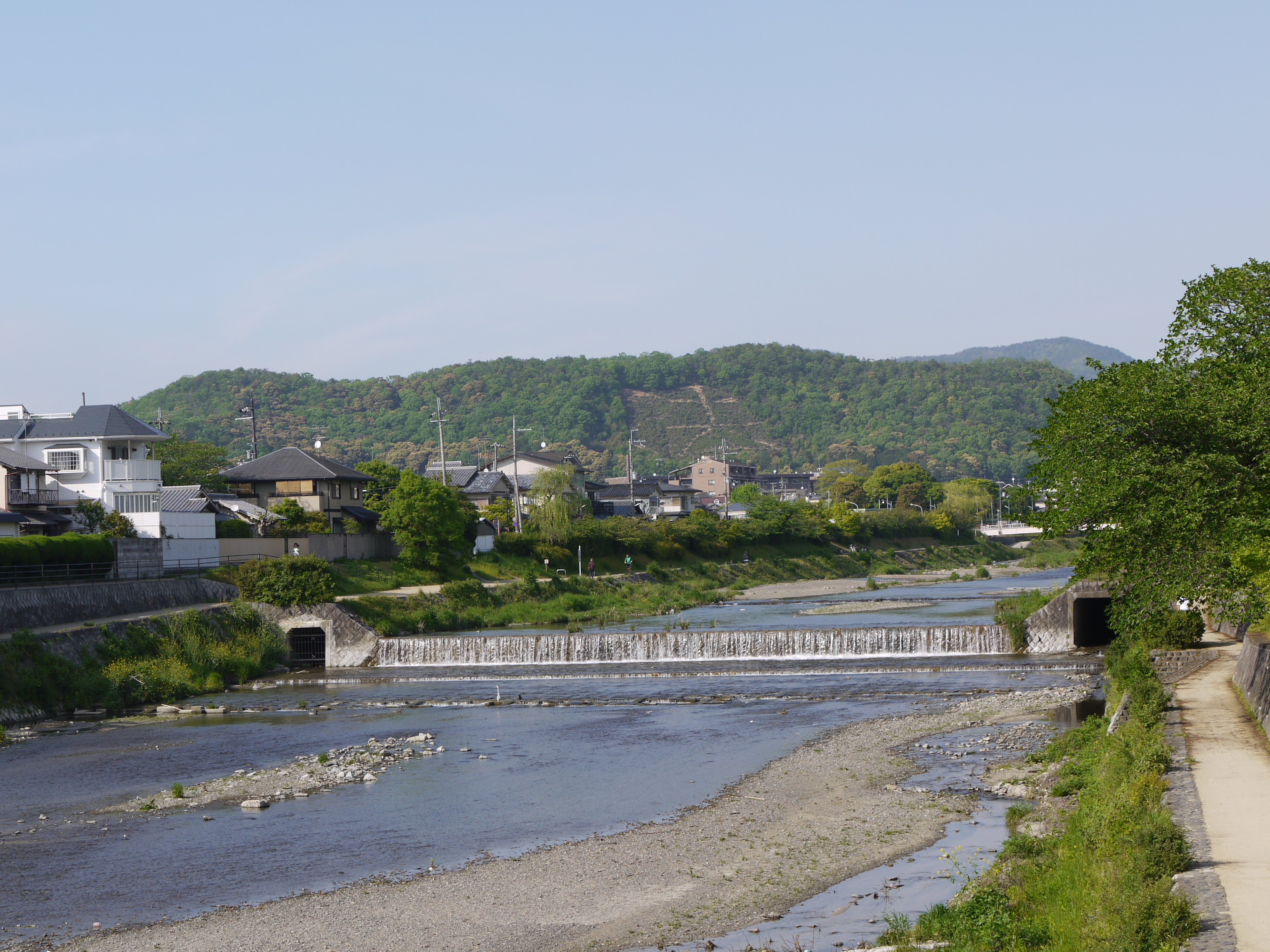
法。2014年春、高野橋より。

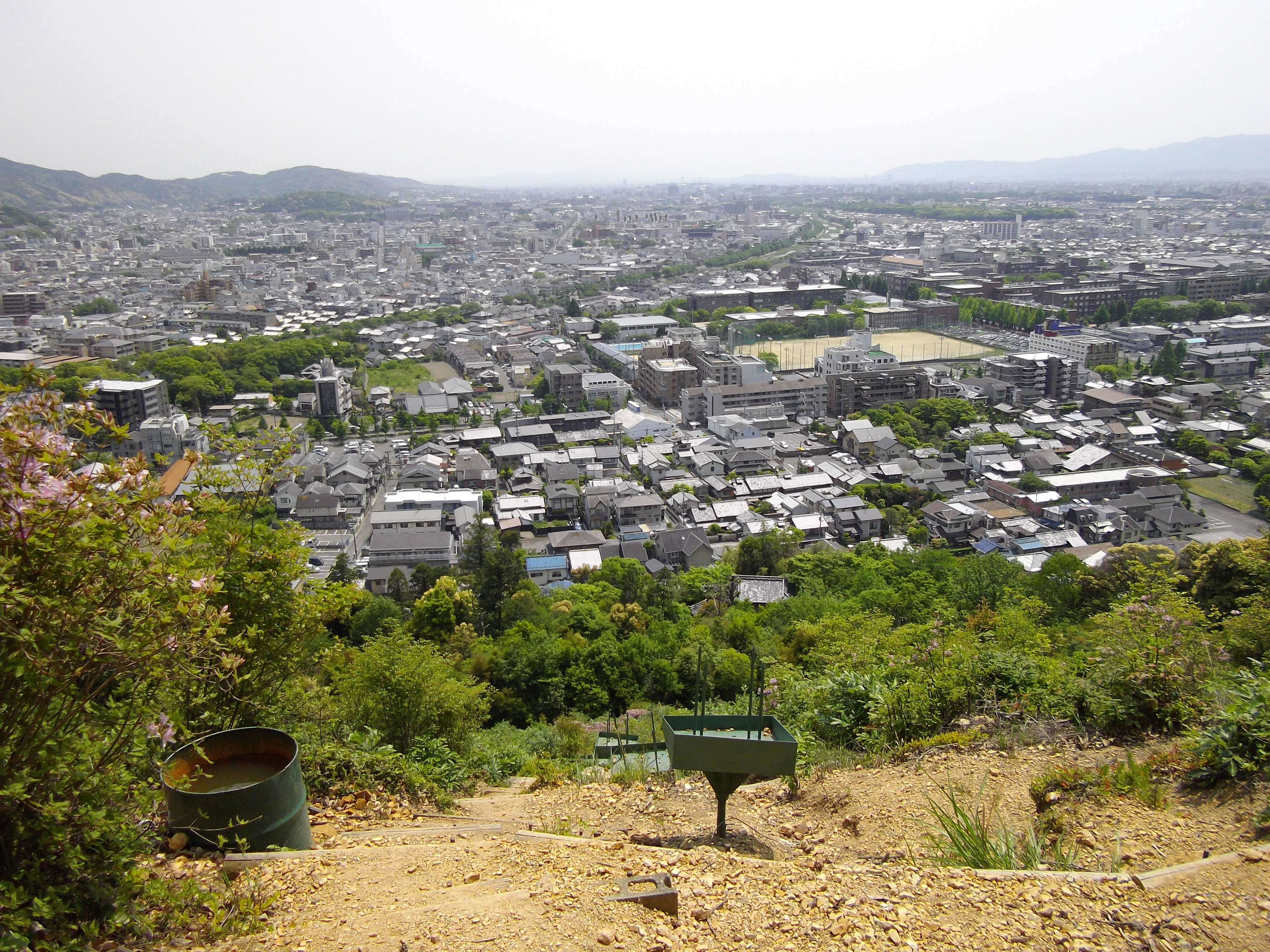
法の火床および松ヶ崎の町並。2012年春。

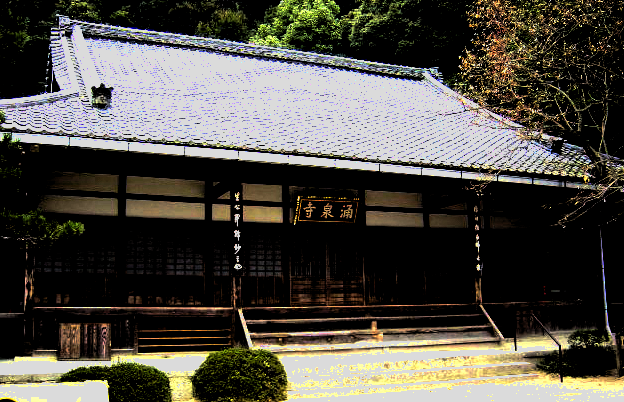
妙法に点火する涌泉寺。

- 所在地：（妙）京都市左京区松ケ崎西山、（法）京都市左京区松ケ崎東山
- 山名：（妙）西山（135m）、（法）東山（186m）。西山については万灯籠山、東山については大黒天山とも呼ばれる。二山合わせて妙法山とも呼ばれる。
- 火床：（妙）103か所、（法）63か所
- 大きさ：（妙）最大100m弱、（法）最大80m弱
- 保存会：涌泉寺の（元）檀家による世襲。

二山二字であるが、一山一字として扱われる。
涌泉寺の寺伝によると、徳治2年（1307年）、松ケ崎の村民が日蓮宗に改宗したとき、日像上人が西山に「妙」の字を書き、江戸時代、下鴨大明寺（下鴨大妙寺？、妙泉寺（涌泉寺の昔の名）の末寺で現在は廃寺）の日良上人が東山に「法」の字を書いたという。
「妙」の字付近は、近くに京都市水道局松ヶ崎浄水場の配水池があるため、一般人は立ち入り禁止になっている。
「法」では家ごとに担当の火床が決まっているが、「妙」では火床の担当を町ごとに順繰りで交替する。うち2基は浄水場の職員が担当する。

### 船形万灯籠
- 所在地：京都市北区西賀茂船山（にしがもふねやま）
- 山名：船山（ふなやま）。万灯籠山・西賀茂山とも呼ばれる。
- 火床：79か所
- 大きさ：縦約130m、横約200m
- 保存会：西方寺の（元）檀家による世襲。

船の形は、承和14年（847年）、唐からの帰路に暴風雨にあった、西方寺の開祖・慈覚大師円仁が「南無阿弥陀仏」と名号を唱えたところ無事到着できたという故事にちなむという。

### 左大文字

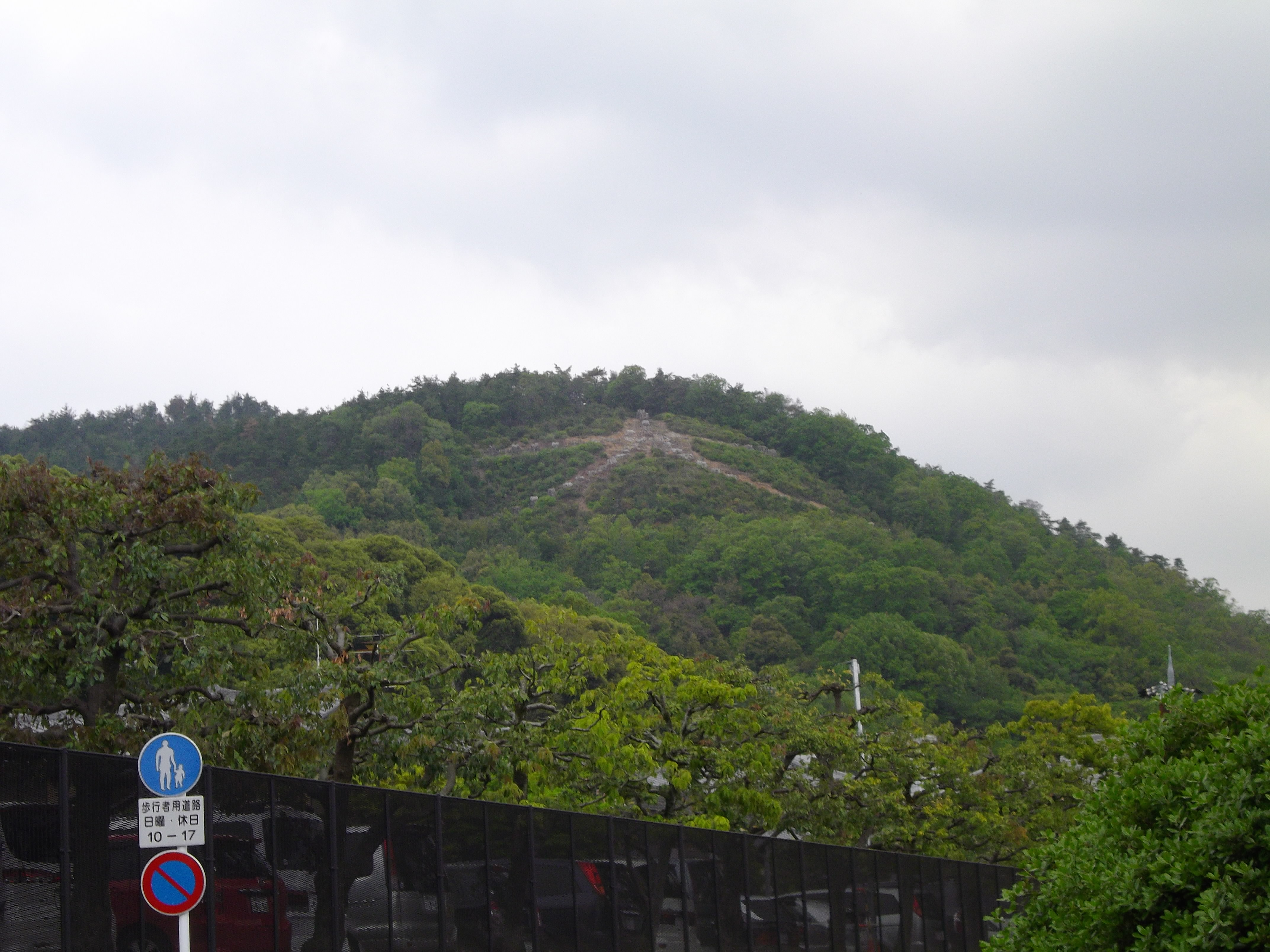
左大文字。2012年春。

- 所在地：京都市北区大北山鏡石町（おおきたやまかがみいしちょう）
- 山名：大文字山[注 1]。区別のため左大文字山とも呼ばれることもある。標高約230メートル[13]
- 火床：53ヶ所
- 大きさ：一画48m、二画68m、三画59m
- 保存会：法音寺の（元）檀家による世襲。35世帯（1990年）[13]

1658年の『洛陽名所集』には記載が無く、1673-1681年の『山城四季物語』に記載があることから、この間の期間に始まったのではないかとみられている。成立について特に伝承や記録などは残っていない。この山は険しい岩山であり、かつては杭を立てた上にかがり火のかたちで送り火を行っていた。固定された火床もなく、かつては荒縄を張るなどして形を決めていたため、毎年形が変わっていたと言う。2011年現在は栗石とコンクリートで作られた53の火床が使用されている。また、大文字は一斉点火であるが、左大文字は筆順に沿って点火される。
1960年（昭和35年）に、火床を「大」の字各方面に2床ずつ、合計10床増加させた。
8月の上旬には、保存会の手により、法音寺に高燈籠が掲げられる。

### 鳥居形松明
- 所在地：京都市右京区嵯峨鳥居本一華表町（さが とりいもと いっかひょうちょう）
- 山名：曼荼羅山（まんだらやま）。あるいは仙翁寺山（せんおうじやま）・万灯籠山。
- 火床：108か所
- 大きさ：縦76m、横72m
- 保存会：他山と違い唯一、寺の檀家の世襲ではなく有志による。

鳥居形松明の送り火では特に松の中でも松脂(まつやに)を多く含んだ「ジン」と呼ばれる部分を使う。そのため火の色が他山とは少し違いオレンジに近い色になっている。火床も、他山と違い、薪を井桁に組むのではなく、松明をそのまま点火台に立てる方式をとっている。親火床から松明を持って各火床に走るので「火が走る」とも称される。

## 実施
五山送り火は基本的には保存会に属する地域住民が実施しており、保安面では消防・警察・行政による支援を受けている。なお「妙法」以外では護摩木を販売している。
- 大文字の点火直前の流れは、まず19時頃からすべての字画の交差する場所（金尾という）の前にある弘法大師堂で法要が始まる。各火床担当の保存会員が集まった中、浄土院の住職が読経を延々と続ける。19時55分に金尾の火床（最も多くの木が積み上げられている）に弘法大師堂の灯明から採った火が移され点火される。そのため公式点火時間の5分前には1点だけの点火が麓から見られる。20時に近づくと、保存会長は長い棒の先の松明に金尾から採火して点灯し高く掲げて、ハンドマイクなどを使って「一文字（用意は）ええか」「字頭ええか」「北の流れええか」「南の流れええか」などと確認をし、そのたびに各持ち場から「ええで」・「よし」などの返事が返る。準備が整ったことを確認すると、保存会長は松明を各持ち場に見えるように大きく振り回し「点火！」と叫ぶと一斉に全ての火床に点火される。点火からしばらくは煙が大量に発生し京都市街をほとんど見ることが出来ないが、煙が収まると京都市街に無数のカメラのフラッシュが見られる。火の点火中、弘法大師堂ではずっと浄土院の住職らによる法要が続けられ、拍子木の音が鳴り続ける[17]。
- かつては、一般人が送り火の当日に大文字山に登って、火のすぐ隣で送り火を見ることが可能であった。山の上からは5山の送り火全てを見ることができ（自分がいる大文字そのものは「大」には見えないが）、京都市街の明かりがだんだん減灯していく様子や、送り火の点火と同時に市街全域で激しく焚かれるカメラのフラッシュが幻想的で、徐々に登山者が増えていった。しかし、不特定多数の人間が火の横にいることは危険が伴うため、当日登山のできる時間を17時までとし（後年に16時までとし）、それ以降は警備員を登山口に配して登山禁止とした。しかし、それでも一般人登山者が減らないうえ、送り火の最中にフラッシュを焚いたり、懐中電灯を点灯する一般人登山者が多く、市街から見て見栄えが良くないため、現在では一般人は点火当日は13時までに下山をし、それ以降は全ての登山口に警備員を配して一切の当日登山を禁止している。それ以外の日の登山は自由で、京都市街の眺望のよい山として人気がある[17]。

### 夏季以外の実施
明治以降、夏以外に戦勝などのイベント絡みで数回点火されたことがある。直近では2000年12月31日に五山全部で点火された。

### 休止・規模縮小
- 戦時中の1943年から1945年まで灯火管制などの理由から送り火が中止された[21][22]。なお、1943年8月、白シャツ姿の第三錦林国民学校4年生以上400人に市民を加えた約800人が如意ケ嶽に登り人文字を描く「白い大文字」が行われた[22]。この人文字による「白い大文字」は1944年8月にも行われた[22]。
- 2020年の送り火は、観客などの密集によるCOVID-19（新型コロナウイルス感染症）感染拡大防止のため、規模を大幅に縮小して行われることとなった（2021年も同様）[23]。

## 起源・歴史
山に画かれた字跡に点火する行為の起源については、平安時代とも江戸時代とも言われているが、公式な記録が存在するわけではない。場所と行為を具体的に特定した史料が登場するのは近世に入ってからである。『雍州府志』によると、盂蘭盆会や施餓鬼の行事として行われていたとあり、『花洛細見図』にも「盂蘭盆会の魂祭」として紹介されていることから、江戸時代前期から中期までにはそれに類する性格を持っており、大文字、妙法、船形、加えて所々の山、原野で火を点けていた。
なお、以前の京都は過度の森林利用のせいでハゲ山が多く、森林は少なく、それが故に送り火という文化が産まれたのではないかという説がある(京都精華大学人文学部教授 小椋純一による)。

### 送り火の様子
江戸時代前期以降、京都の文化や地理を記した書籍が好んで発刊されるようになった。これらでは送り火についても取り上げている。これより前の時期、京都における民間の習俗について触れた史料は乏しく、そのため、送り火については江戸時代以降の史料を中心に見るより他ない。
- （旧暦の）7月16日の夕刻、あるいは晩に点火する。
- その性質から、聖霊の送り火（精霊の送り火）、亡魂の送り火などと呼んでいた。
- 大文字山の西北の面に大の字の跡があり、それに点火する。多くの史料でこの山について取り上げているが、当時は大文字山という呼称はなく、史料により、如意が嶽、如意宝山（『出来斎京土産』）、慈照寺山（『雍州府志』）、浄土寺山（『日次紀事（ひなみきじ）』）などの差が見受けられる。これらはいずれも同一の山を指していると考えられる。
- 大の字の跡以外に、妙法、船形（『雍州府志』では船形、『案内者』・『出来斎京土産』では帆かけ舟）にも点火した。妙法については、『日次紀事』などで松ケ崎の山としているほか、『花洛細見図』では大文字山と対になる形で松ケ崎のあたりに「法」の字が描かれている。船形については多くの史料で北山の所在としているが、明確な所在地は記されていない。
- 左大文字について、史料上の初出は『扶桑京華志』であるが、他山と比較して取り上げている史料の数が乏しい。
- 鳥居形について、史料上の初出は他の四山より大きく遅れており、江戸時代中期も終わる頃に発刊された『翁草』とされるが、それ以前の絵図にも鳥居形と察せられる送り火の様子が掲載されている。

### 大文字の起源・筆者に関する諸説
近い時期に発刊された史料であるにもかかわらず、大文字の起源・筆者については史料ごとに差が見受けられる。説の初出順、発刊年順に列記する。
- 大の字は青蓮院門主が画いたものである。（『洛陽名所集』・『出来斎京土産』）
- 大の字は三藐院（さんみゃくいん）（近衛信尹（このえのぶただ）を指す）が画いたものである。（『案内者』）
- 大の字は弘法大師が画いたものである。（『山城四季物語』・『雍州府志』・『都名所車』・『都名所図会』など）
- 大の字は相国寺の僧・横川景三が画いたという説と、弘法大師が画いたという説がある。（『日次紀事』）
- 大の字は横川景三が相国寺に対して大の字が正面を向くように考慮して画いたものである。（『菟芸泥赴』）
- 大の字は足利義政の命により、横川景三と芳賀掃部が画いたものである。芳賀掃部は義政の臣であると同時に横川景三の筆道の弟子でもあった。（『山州名跡志』・『山城名跡巡行志』）

筆者について、史料上の初出は『洛陽名所集』の青蓮院門主説であるが、三藐院説、弘法大師説と続き、横川景三説が登場するまで18年の年差しかなく、発刊時期の近い史料に多くの説が混在している。『雍州府志』では、誰々が画いたという俗説が多く存在していることについて、謬伝（誤って広まった噂話）ではないかとしている。

## 過去に実施されていた送り火
現代では五山で行われているが、近代には他山でも行われていた。「い」「一」「竹の先に鈴」「蛇」「長刀」などである。下記の五山が有名であるが、さらに他の山でも行われていたとする伝承もある。

### 「い(かながしら・いちはら)」
京都市左京区静市市原町

京都市左京区鞍馬二ノ瀬町
市原の村の裏山で灯されていたもの。市原野小学校創立百周年事業委員会による『いちはらの』(1976)の中で、坪井正直は、担当する家に死者が多かったことや経費上の問題から明治初年に廃止されたとしているという。
だが、京都精華大学の小椋純一によれば、京都新聞の前身である日出新聞では、明治30年代の初め頃まで点火されていた事が確認できるという。小椋はこの時期に「大文字」が松の木に隠れて見えにくくなりそれを伐採したと言う記録があることから、「い」についても同様な状態であり、また、「大文字」手前の樹木は民有であったものが「い」手前の樹木は官有の物であったため伐採が行えず、また「い」自体の重要度も低かったことから、市原の住民の意欲を削ぐなどしたことが廃止の一要因ではなかったか、との説を唱えている。
平成30年（2018年）、京都大学霊長類研究所の正高信男教授は、江戸時代の文献などを手がかりに実地調査を繰り返した結果、京都市左京区の鞍馬二ノ瀬町の「安養寺山」に、縦5メートル、横15メートルほどのL字型に削った跡が3か所、見つかったと発表した。この跡は、現在も使われている文字や形に火をともす場所に似ており、正高教授はここで「い」の送り火が行われたと推測している。正高教授は、向山で「い」の送り火が行われていたという説について、各地の送り火にはそれを担う寺社があるが、向山には存在しない。また、江戸時代の地図には「い」の文字は賀茂川の東側に描かれているが、向山だと西になるのでおかしいと指摘している。
正高教授の発表について、小椋教授は、向山とは別の山に「い」の文字があったとするのは不可解だと指摘し、ほかの文字の送り火を行っていた可能性もあり、さらに調査が必要だとしている。小椋教授は、送り火に向山が使えないときの代替手段として安養寺山を使ったのかもしれないと推測している。
また、この発表について、京都の伝統行事や祭事に詳しい佛教大学の八木透教授は、現時点では確定的なことは言えないものの信憑性がある見解だとし、その根拠について、
- 鞍馬二ノ瀬町の山が京都市内から見えること
- 平坦な土地に火をともす場所、「火床」とみられる痕跡が見つかったこと
- この山は市原の集落からも見ることができ、「い」の文字が集落の頭文字だったとしても位置関係はおかしくないこと

などを挙げている。
その上で、八木教授は、現時点では確定的なことは言えず、現地調査も含めたさらなる研究が必要になってくるとしている。

### その他の送り火
- 「一」（京都市右京区鳴滝）
- 「竹の先に鈴」（京都市西京区松尾山？）
- 「蛇」（京都市右京区北嵯峨）
- 「長刀(なぎなた)」（京都市右京区嵯峨観空寺）

このうち、「竹の先に鈴」の点火地については、田中緑紅の『京都』では松尾山とされているものの、明治20年代の日出新聞（現在の京都新聞）の記事では、左京区静原、あるいは、左京区一乗寺 とされている。
また、「蛇」や「長刀」の寸法などが書かれた古文書が発見された。但し年号がないため、書かれた時期は不明だが、日付が旧暦であるため、明治5年以前であることは間違いないであろうと思われる。（文字だったのか図柄だったのかは判らない。KBS京都の送り火中継の、消えた送り火ではそれぞれ、「蛇」、「長」として紹介している。）
これらの送り火がいつ頃消滅したのかはっきりとしていないが、明治時代から昭和初期頃にかけて徐々に数を減らし、現在の五山に減少した後に、五山送り火という呼称が定着した。

## 「大文字焼き」という呼び方について
地元の人の中には「大文字焼き」という呼び方を嫌悪する者もいる が、昔は大文字焼きと呼ぶ人も多かった という意見もある。少なくとも現在の京都では他の送り火も含めて単に「だいもんじ」と呼ぶのが一般的で、「焼き」を付することはない。
近年、京都の大文字を模して全国各地で同様の行事が行われているが、箱根など関東周辺の少数が「大文字焼き」と称している。これが関東中心の大手マスコミその他で京都五山の送り火を大文字焼きと呼んで違和感を持たない理由とも考えられる。京都の送り火に「焼（や）く」という要素はなく、しいて言えば「焼（た）く」のであって、一般的にはやはりこの呼び方は不適切とすべきであろう。
この呼び方は毎年同時期に神奈川県箱根町で開催される「箱根強羅温泉大文字焼」との混同から生まれたのではないかとする識者もいる。

## その他の事項

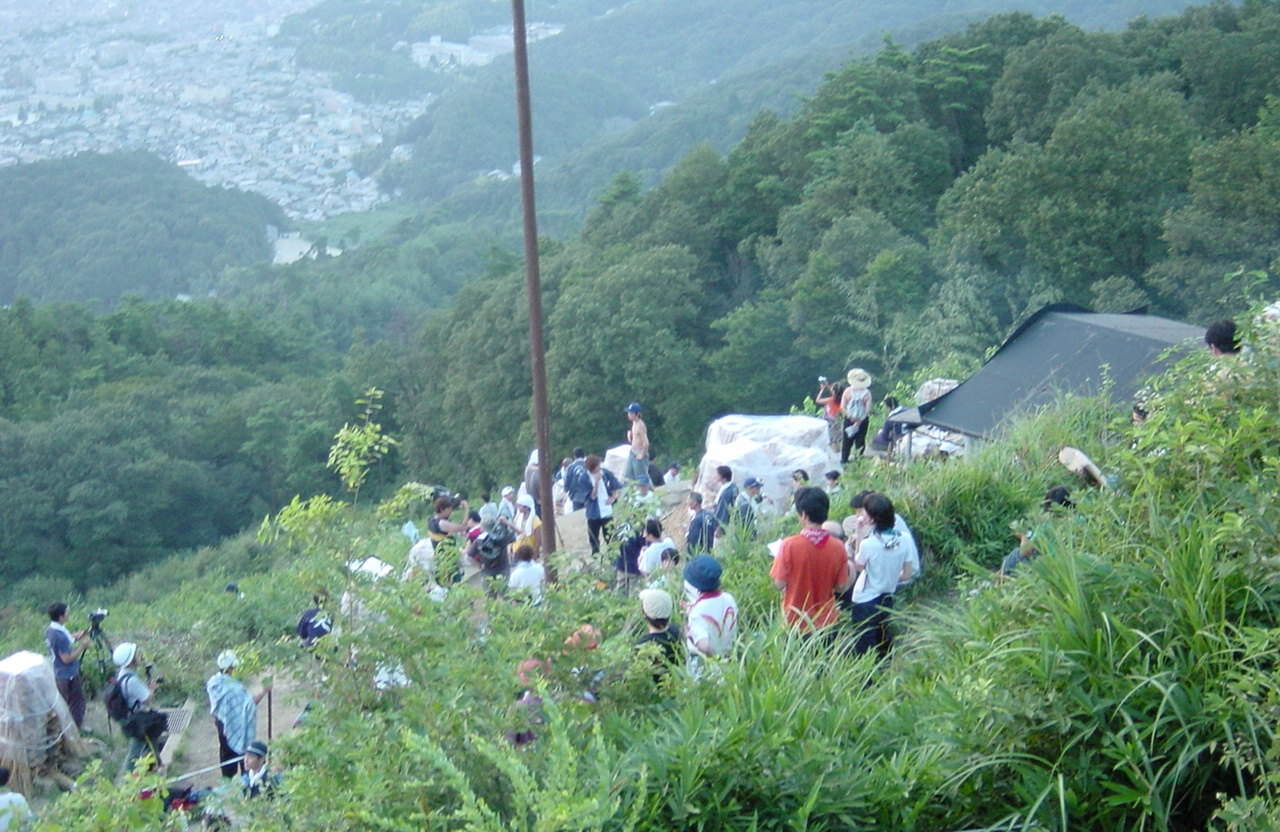
点火を待つ大文字（一般人がまだ点火時に登山できた2002年撮影・18時40分）

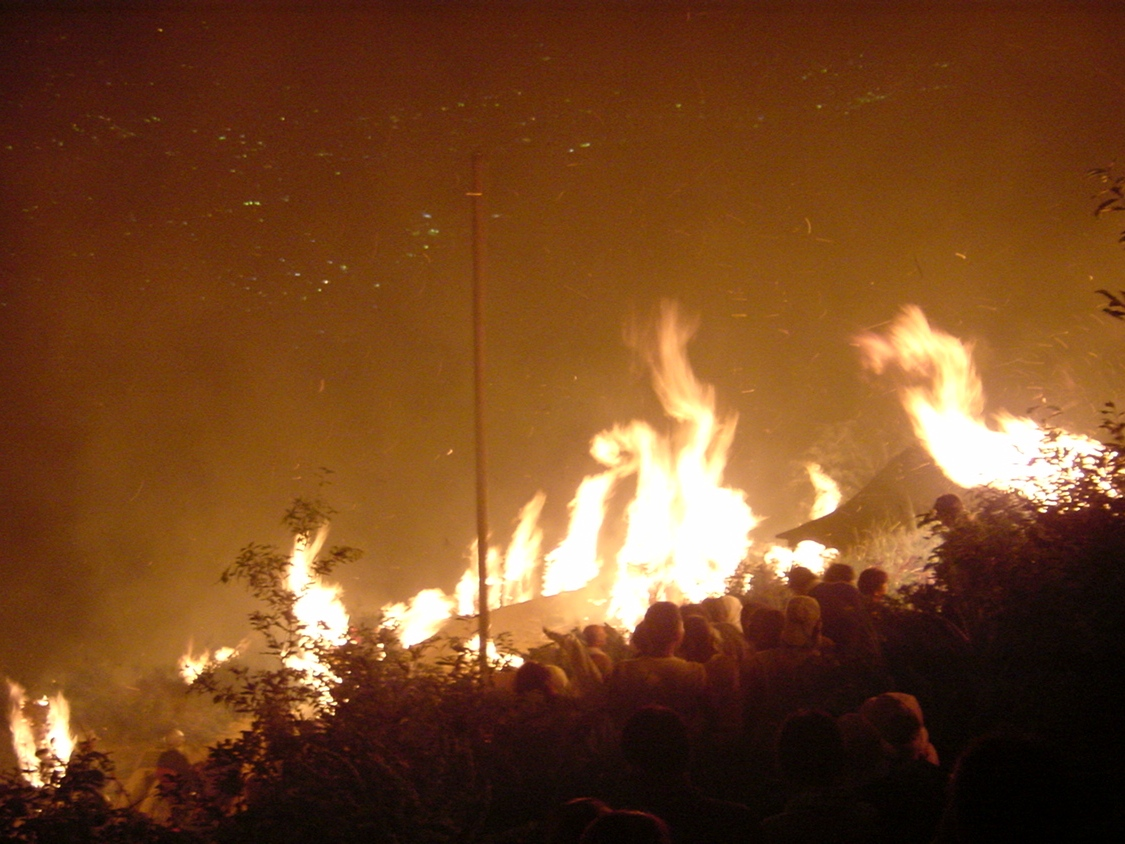
点火された大文字（上の写真と同日で同じ方向。20時07分）

### 景観規制
京都市眺望景観創生条例に基づいて、各五山への「しるしへの眺め」が損なわれないように建築物に規制が課せられている。

### 被災松をめぐる五山の送り火騒動
2011年8月16日開催分において、東日本大震災被災地である岩手県陸前高田市の被災松を護摩木に加工し、被災者のメッセージを書き込み燃やすことが計画された。大文字保存会は一旦受け入れたものの、一部の放射能汚染を不安視する声を受けて放射線測定を行なった。結局、測定結果は不検出であるにもかかわらず、ゼロとは言い切れないという理由で、8月6日に受け入れ中止を決めた。その決定により、京都には護摩木を運ばず、8月8日に陸前高田市で迎え火として使用した。
この大文字保存会の決定に対し、福島県伊達市長から「風評被害を広げ、結果的に東北の復興が遠くなる」との批判の声が寄せられるとともに、京都市および同保存会に抗議・非難の電話が殺到した。そのため同月10日に一度は中止の決定を覆したものの、新たに取り寄せた薪の表皮と内側を別々に検査し、表皮のみから微量な放射性セシウムが検出されたため、12日には被災松の使用中止という結末となった。
この燃やされなかった薪の一部は、京都伝統工芸大学校の学生が仏像を製作する際に使われ、陸前高田市の曹洞宗普門寺に納められたが、残りの大部分は2021年においても京都市が管理する倉庫に保管されたままになっている。
この騒動について、京都市在住の宗教学者である山折哲雄氏は「風評被害を鎮める絶好のチャンスを逃した。京都の歴史に残る汚点で、非常に情けない」と発言している。また、関谷直也東洋大準教授は「五山送り火騒動は "クレーム対応の問題" であったにもかかわらず、岩手、宮城のがれきにまで放射性物質の汚染が広がっている印象を全国各地の自治体に与え、風評被害の源泉にまでなった」と指摘した。 
それらの懸念の通り、2011年4月に環境省が行った調査では、被災地のがれき処理受け入れの意向を示した処理組合の数は572に上っていたが、この騒動の後の10月末の再調査では、54の市町村・組合に激減した。これは放射能汚染への懸念が原因とされ、伊達市長らが懸念した通りの結果となった。
この騒動とは対照的に、成田山新勝寺では同年9月25日に、被災松で制作した護摩木をお焚き上げで燃やした。この騒動の影響もあり、新勝寺には健康被害を不安視する抗議の電話やメールが相次いだが、検査で放射性物質が検出されなかったこともあり、当初の予定通りに実施する判断となった。

### いたずら目的での「点火」
如意ケ嶽は大文字保存会などの私有地であるが、誰でも立ち入ることが出来るため、いたずらや宣伝目的などの理由で許可なく如意ケ嶽に登山した上で懐中電灯などを使用して、勝手に大文字などを浮かび上がらせる騒ぎが度々あり、問題となっている。
- 1972年（昭和47年）10月30日の夜9時過ぎ、地元の大学生ら約70人が、常連にしていた飲食店の開店5周年を祝う目的で、懐中電灯を使って、本物の3分の2程度の大文字を約25分間点灯した[47]。
- 1976年（昭和51年）1月26日、ロック・ミュージシャンの京都公演を宣伝する目的で、京大生を中心にした大学生ら数十人が、レンタル店から借用した大型電灯で「Z」の文字を点灯。後日、保存会の役員ら数人が抗議のために同公演のイベントプロデューサーのもとへ訪れる騒ぎとなった[47]。
- 2003年（平成15年）9月13日の夜には、当時、18年ぶりのリーグ優勝目前の阪神タイガースファンのおよそ25人が大文字山に登り、各々の懐中電灯で阪神のロゴマークである「HT」を照らし出す騒ぎがあった[47][48]。
- 2020年（令和2年）8月8日深夜、何者かが如意ケ嶽の大文字をライトのような白い光で許可なく浮かび上がらせる騒ぎが起きた[47][49][50][51][52][53][54][55]。